# Ladies Professional Golf Association
De Ladies Professional Golf Association (LPGA) is een Amerikaanse organisatie die golftoernooien voor vrouwen organiseert onder de naam LPGA Tour. De LPGA is gevestigd in Daytona Beach (Florida).
De LPGA is verantwoordelijk voor de opleidingen van de professionals en voor de organisatie van de toernooien. Dit is anders dan bij de heren, waar de Professional Golfers Association (PGA) verantwoordelijk is voor de opleidingen van professionals en het organiseren van de toernooien overlaat aan de PGA Tour. Ook vertegenwoordigt de LPGA vrouwenclubteams en golfleraren die golflessen geven in clinics, voornamelijk in de Verenigde Staten.

## Geschiedenis
De LPGA werd opgericht in 1950. Hiermee is het de oudste professionele sportorganisatie voor vrouwen in de Verenigde Staten. De organisatie werd opgericht door 13 speelsters: Alice Bauer, Patty Berg, Bettye Danoff, Helen Dettweiler, Marlene Bauer Hagge, Helen Hicks, Opal Hill, Betty Jameson, Sally Sessions, Marilynn Smith, Shirley Spork, Louise Suggs en Babe Zaharias. Patty Berg was de eerste paar jaren voorzitter.

## LPGA Tour
De LPGA organiseert wekelijks toernooien, van februari tot en met december.
Aan de LPGA Tour doen vrouwelijke golfers van de hele wereld mee. Vrouwen mogen ook meedoen aan de PGA Tour, de mannelijke variant, maar dat komt slechts zelden voor. De LPGA Tour is volkomen onafhankelijk van de PGA Tour. Net als bij de Europese PGA Tour staan bij de LPGA Tour enkele toernooien op de agenda die in het buitenland gespeeld worden en soms voor meerdere Tours tellen.

### Toernooien
De belangrijkste toernooien zijn de Majors:
- April: Kraft Nabisco Championship
- Juni: LPGA Championship
- Juli: US Women's Open
- Juli: Women's British Open, dat sinds 1994 ook deel uitmaakt van de Amerikaanse Tour, en sinds 2001 een van de Majors is. Het telt ook voor de Europese Tour)

Van 1979-2000 telde het Canadian Women's Open als vierde Major, daarna is het toernooi vervangen door het Women's British Open.
Daarnaast zijn er een aantal prestigieuze toernooien, zoals de Solheim Cup (matchplay tussen de Verenigde Staten en Europa) en de Evian Masters, dat in Europa wél als een Major telt en sinds 2000 op de agenda staat van de LPGA. Ongeveer de helft van de speelsters is van de LPGA Tour.

### Prijzengeld
In 2009 was het prijzengeld in de LPGA Tour voor 28 toernooien in totaal 47.400.000 Amerikaanse dollar. In 2008 waren er 34 toernooien met een totaal van $60.300.000, het hoogste ooit. In 2010 zakte het aantal toernooien naar 24 en het prijzengeld naar $41.400.000.

### Symetra Tour
Vergelijkbaar met de Europese Challenge Tour organiseert de LPGA ook de Symetra Tour. Deze heette van 2006-2010 de Duramed Futures Tour en sindsdien de Symetra Tour. De top 10-speelsters van het jaar promoveren naar de LPGA Tour. Nummer 6-10 kan ervoor kiezen toch naar de Tourschool te gaan om haar ranking te verbeteren.
De Futures Tour looft enkele onderscheingen uit:
1. Player of the Year Award voor de leider van de Order of Merit
2. Rookie of the Year Award, in 2006 vernoemd naar Gaëlle Truet, die dat jaar verongelukte.
3. Trainor Award, vernoemd naar de voormalige voorzitter Eloise Trainor, voor één of meerdere personen die iets bijzonders hebben gedaan voor dames golf.
4. Heather Wilbur Spirit Award, vernoemd naar Heather Wilbur, die in 2000 aan de gevolgen van leukemie overleed, voor een bijzondere speelster.

### Legends Tour
De Senior Tour voor dames werd in de Verenigde Staten in 2000 opgericht door Jane Blalocks marketingbureau en kreeg de naam Legends Tour. De leeftijdsgrens is 45 jaar. Blalock won onder meer 27 toernooien op de LPGA Tour sinds 1969.
De eerste jaren stonden er maar twee of drie toernooien op het programma, in 2006 waren het er vier en in 2012 zijn dat er acht. Ze worden allen in de Verenigde Staten gespeeld. Sinds 2006 wordt ook de Handa Cup gespeeld, niet te verwarren met de Handa Senior Masters voor heren.

### Tourschool
Net als de PGA Tour heeft ook de LPGA Tour sinds 1973 een Tourschool. Afhankelijk van het resultaat kan een speelster zich kwalificeren voor een volledige of gedeeltelijke spelerskaart voor het komende seizoen voor de LPGA Tour of The Futures Tour. Van 1973-1982 werden er twee toernooien gespeeld (meestal in januari en juni), dit werd in 1983 uitgebreid tot drie toernooien. In 2011 werd besloten het systeem van de PGA Tour over te nemen in verschillende rondes. Stage 1 is voor speelsters die nergens in de top 100 van een andere Tour staan. Eén derde gaat door naar Stage 2. De top 70 en ties mogen door naar de laatste ronde, de Finals. Degenen die daarvoor niet kwalificeren kunnen het volgende seizoen op The Futures spelen. De top 70 wordt aangevuld met de top 15 van de Futures Tour en speelsters die al een ranking hebben maar die willen verbeteren.

## Onderscheidingen
De Vare Trophy is de oudste onderscheiding van de LPGA. Hij werd vernoemd naar Glenna Collett-Vare, onder meer vijfvoudig winnares van het US Amateur. De trofee is bestemd voor de speelster met de laagste gemiddelde score.
| Jaar | Speelster van het jaar | Vare Trophy      | Rookie van het jaar |
| ---- | ---------------------- | ---------------- | ------------------- |
| 1953 | –                      | Patty Berg       | –                   |
| 1954 | –                      | Babe Zaharias    | –                   |
| 1955 | –                      | Patty Berg       | –                   |
| 1956 | –                      | Patty Berg       | –                   |
| 1957 | –                      | Louise Suggs     | –                   |
| 1958 | –                      | Beverly Hanson   | –                   |
| 1959 | –                      | Betsy Rawls      | –                   |
| 1960 | –                      | Mickey Wright    | –                   |
| 1961 | –                      | Mickey Wright    | –                   |
| 1962 | –                      | Mickey Wright    | Mary Mills          |
| 1963 | –                      | Mickey Wright    | Clifford Ann Creed  |
| 1964 | –                      | Mickey Wright    | Susie Maxwell       |
| 1965 | –                      | Kathy Whitworth  | Margie Masters      |
| 1966 | Kathy Whitworth        | Kathy Whitworth  | Jan Ferraris        |
| 1967 | Kathy Whitworth        | Kathy Whitworth  | Sharron Moran       |
| 1968 | Kathy Whitworth        | Carol Mann       | Sandra Post         |
| 1969 | Kathy Whitworth        | Kathy Whitworth  | Jane Blalock        |
| 1970 | Sandra Haynie          | Kathy Whitworth  | JoAnne Carner       |
| 1971 | Kathy Whitworth        | Kathy Whitworth  | Sally Little        |
| 1972 | Kathy Whitworth        | Kathy Whitworth  | Jocelyne Bourassa   |
| 1973 | Kathy Whitworth        | Judy Rankin      | Laura Baugh         |
| 1974 | JoAnne Carner          | JoAnne Carner    | Jan Stephenson      |
| 1975 | Sandra Palmer          | JoAnne Carner    | Amy Alcott          |
| 1976 | Judy Rankin            | Judy Rankin      | Bonnie Lauer        |
| 1977 | Judy Rankin            | Judy Rankin      | Debbie Massey       |
| 1978 | Nancy Lopez            | Nancy Lopez      | Nancy Lopez         |
| 1979 | Nancy Lopez            | Nancy Lopez      | Beth Daniel         |
| 1980 | Beth Daniel            | Amy Alcott       | Myra Blackwelder    |
| 1981 | JoAnne Carner          | JoAnne Carner    | Patty Sheehan       |
| 1982 | JoAnne Carner          | JoAnne Carner    | Patti Rizzo         |
| 1983 | Patty Sheehan          | JoAnne Carner    | Stephanie Farwig    |
| 1984 | Betsy King             | Patty Sheehan    | Juli Inkster        |
| 1985 | Nancy Lopez            | Nancy Lopez      | Penny Hammel        |
| 1986 | Pat Bradley            | Pat Bradley      | Jody Rosenthal      |
| 1987 | Ayako Okamoto          | Betsy King       | Tammie Green        |
| 1988 | Nancy Lopez            | Colleen Walker   | Liselotte Neumann   |
| 1989 | Betsy King             | Beth Daniel      | Pamela Wright       |
| 1990 | Beth Daniel            | Beth Daniel      | Hiromi Kobayashi    |
| 1991 | Pat Bradley            | Pat Bradley      | Brandie Burton      |
| 1992 | Dottie Mochrie         | Dottie Mochrie   | Helen Alfredsson    |
| 1993 | Betsy King             | Betsy King       | Suzanne Strudwick   |
| 1994 | Beth Daniel            | Beth Daniel      | Annika Sörenstam    |
| 1995 | Annika Sörenstam       | Annika Sörenstam | Pat Hurst           |
| 1996 | Laura Davies           | Annika Sörenstam | Karrie Webb         |
| 1997 | Annika Sörenstam       | Karrie Webb      | Lisa Hackney        |
| 1998 | Annika Sörenstam       | Annika Sörenstam | Se Ri Pak           |
| 1999 | Karrie Webb            | Karrie Webb      | Mi Hyun Kim         |
| 2000 | Karrie Webb            | Karrie Webb      | Dorothy Delasin     |
| 2001 | Annika Sörenstam       | Annika Sörenstam | Hee-Won Han         |
| 2002 | Annika Sörenstam       | Annika Sörenstam | Beth Bauer          |
| 2003 | Annika Sörenstam       | Se Ri Pak        | Lorena Ochoa        |
| 2004 | Annika Sörenstam       | Grace Park       | Shi Hyun Ahn        |
| 2005 | Annika Sörenstam       | Annika Sörenstam | Paula Creamer       |
| 2006 | Lorena Ochoa           | Lorena Ochoa     | Seon Hwa Lee        |
| 2007 | Lorena Ochoa           | Lorena Ochoa     | Angela Park         |
| 2008 | Lorena Ochoa           | Lorena Ochoa     | Yani Tseng          |
| 2009 | Lorena Ochoa           | Lorena Ochoa     | Jiyai Shin          |
| 2010 | Yani Tseng             | Na Yeon Choi     | Azahara Muñoz       |
| 2011 | Yani Tseng             | Yani Tseng       | Hee Kyung Seo       |